# Isolante termico in edilizia

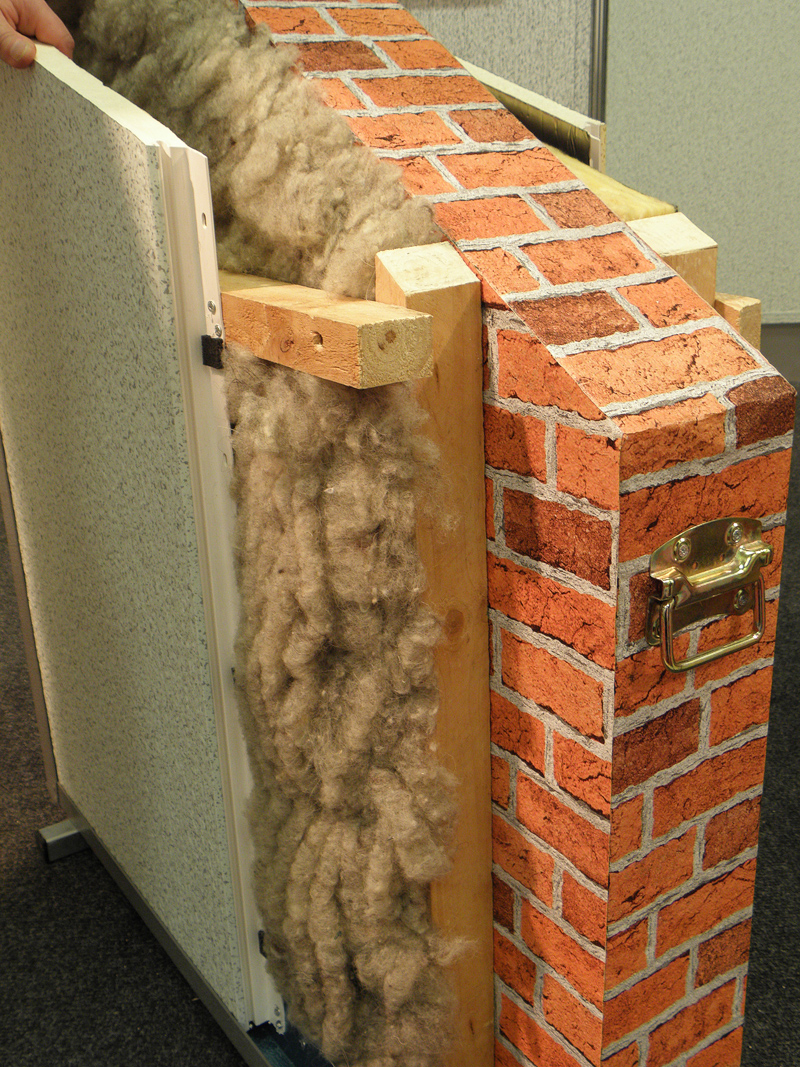
Dimostrazione di un muro con isolante termico

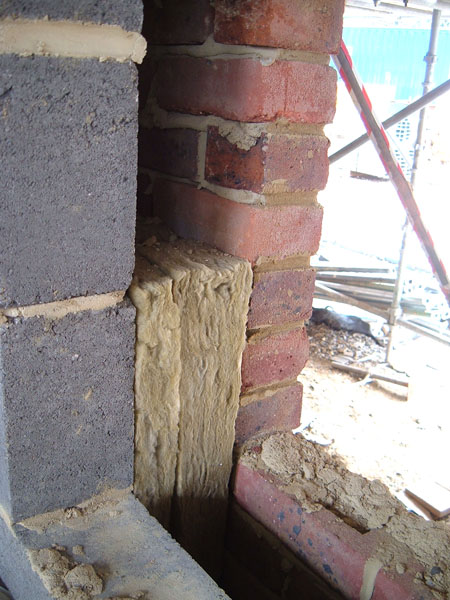
Edificio in costruzione, con un muro munito di intercapedine per l'isolante termico

L’isolante termico in edilizia è il materiale utilizzato nelle costruzioni per ridurre lo scambio di calore tra l'interno e l'esterno di un edificio e viceversa.
L'isolante termico che si utilizza per raggiungere l'obiettivo, presenta un elevato livello di prestazioni di resistenza al passaggio del calore e, inserito all'interno di un sistema di involucro edilizio, è in grado di contribuire alla realizzazione della condizione di benessere termico interno e alla riduzione delle dispersioni termiche con la conseguente riduzione del fabbisogno energetico dell'intero edificio.
L'isolamento termico in edilizia è volto, principalmente, al fine di contenere il calore all'interno degli edifici (per la protezione dal caldo estivo è più corretto parlare di "schermatura dal calore").
Il sempre maggior utilizzo di materiali isolanti nell'edilizia, è dovuto anche dalle recenti normative sul risparmio energetico (D.Leg.192/2005 e la successiva integrazione 311/2006) che hanno definito delle prestazioni energetiche minime relative alla trasmittanza dell'involucro edilizio, ad esempio nelle fasi di progettazione, realizzazione e gestione di un green building.

## Materiali isolanti utilizzati in edilizia
λ rappresenta l'isolamento termico di un determinato materiale e corrisponde alla sua conducibilità termica (vale a dire maggiore è il valore di λ, meno isolante è il materiale)
C rappresenta la capacità termica specifica di un determinato materiale; insieme alla densità determina l'inerzia termica dell'isolante. Maggiore è il parametro C, migliore sarà il comfort termico. 
ρ rappresenta la "massa volumica" di un determinato materiale (cioè quanti kilogrammi pesa un metro cubo del materiale); Tutti i produttori indicano questa grandezza densità.
μ rappresenta il fattore di resistenza alla diffusione del vapore acqueo di un determinato materiale; più grande è il parametro μ, maggiore sarà l'impermeabilità al vapore (parametro adimensionale).
| Materiali isolanti di origine animale e vegetale     | Materiali isolanti di origine animale e vegetale | Materiali isolanti di origine animale e vegetale       | Materiali isolanti di origine animale e vegetale | Materiali isolanti di origine animale e vegetale | Materiali isolanti di origine animale e vegetale | Materiali isolanti di origine animale e vegetale |
| materiale tipo                                       | tipo                                             | applicazione                                           | λ[W/mK]                                          | C [J/(kg·K)]                                     | ρ [kg/m³]                                        | μ                                                |
| ---------------------------------------------------- | ------------------------------------------------ | ------------------------------------------------------ | ------------------------------------------------ | ------------------------------------------------ | ------------------------------------------------ | ------------------------------------------------ |
| argilla cruda                                        | pannello                                         | pareti, soffitti                                       | 0,132                                            | 1.070                                            | 700                                              | 18                                               |
| calce espansa                                        | pannello                                         | pavimenti, pareti, soffitti                            | 0,045                                            | 1.116                                            | 100                                              | 7                                                |
| canapa                                               | materassino                                      | intercapedini orizzontali                              | 0,040                                            | 612                                              | 22                                               | 2                                                |
| canna lacustre                                       | pannello                                         | pareti, soffitti                                       | 0,056                                            | 612                                              | 190                                              | 1                                                |
| carta riciclata                                      | sfuso                                            | intercapedini, soffitti                                | 0,040                                            | 2.100                                            | 30-65                                            | 2                                                |
| cocco                                                | fibre, materassino                               | intercapedini orizzontali                              | 0,057                                            | 1.500                                            | 60                                               | 1                                                |
| fibra di legno                                       | materassino                                      | intercapedini orizzontali                              | 0,040                                            | 2.088                                            | 80                                               | 100                                              |
| fibra di legno intonacabile                          | pannello                                         | pareti                                                 | 0,045                                            | 2.088                                            | 200                                              | 10                                               |
| lana di legno mineralizzata                          | pannello                                         | portaintonaco                                          | 0,100                                            | 1.800                                            | 400                                              | 4                                                |
| lana di pecora                                       | materassino                                      | intercapedini orizzontali                              | 0,040                                            | 1.730                                            | 28                                               | 2                                                |
| lino                                                 | materassino                                      | intercapedini orizzontali                              | 0,040                                            | 1.600                                            | 30                                               | 1                                                |
| paglia                                               | pannello                                         | pavimenti, pareti, soffitti                            | 0,058                                            | 612                                              | 175                                              | 1                                                |
| sughero espanso                                      | pannello                                         | pavimenti, pareti, soffitti                            | 0,040                                            | 1.800                                            | 100                                              | 10                                               |
| sughero granulato                                    | sfuso                                            | intercapedini orizzontali, verticali                   | 0,040                                            | 1.800                                            | 120                                              | 9                                                |
| Materiali isolanti minerali                          |                                                  |                                                        |                                                  |                                                  |                                                  |                                                  |
| materiale tipo                                       | tipo                                             | applicazione                                           | λ[W/mK]                                          | C [J/(kg·K)]                                     | ρ [kg/m³]                                        | μ                                                |
| lana di roccia                                       | materassino                                      | pavimenti, pareti, soffitti, intercapedini orizzontali | 0,033 - 0,038                                    | 900                                              | 30 - 240                                         | 1                                                |
| lana di vetro                                        | materassino                                      | pareti, soffitti, intercapedini orizzontali            | 0,031 - 0,038                                    | 900                                              | 30 - 150                                         | 1                                                |
| perlite                                              | sfuso                                            | intercapedini                                          | 0,050                                            | 900                                              | 90                                               | 3                                                |
| silicato di calcio                                   | pannello                                         | soffitti                                               | 0,050                                            | 920                                              | 230                                              | 1                                                |
| vetro alveolare                                      | pannello                                         | Isolamento, struttura pavimento, pareti                | 0,045                                            | 900                                              | 150                                              | ∞                                                |
| Materiali isolanti di sintesi, ricavati dal petrolio |                                                  |                                                        |                                                  |                                                  |                                                  |                                                  |
| materiale tipo                                       | tipo                                             | applicazione                                           | λ[W/mK]                                          | C [J/(kg·K)]                                     | ρ [kg/m³]                                        | μ                                                |
| poliestere                                           | materassino                                      | intercapedini orizzontali                              | 0,040                                            | 1.600                                            | 17                                               | 2                                                |
| polistirene espanso                                  | pannello                                         | intercapedini orizzontali                              | 0,035                                            | 1.260                                            | 25                                               | 50                                               |
| polistirene espanso con grafite                      | pannello                                         | pavimenti, pareti, soffitti                            | 0,031                                            | 1.260                                            | 35                                               | 50/100                                           |
| polistirene estruso                                  | pannello                                         | pavimenti, pareti, soffitti                            | 0,035                                            | 1.260                                            | 35                                               | 80/230                                           |
| poliuretano                                          | pannello                                         | pavimenti, pareti, soffitti                            | 0,030                                            | 1.260                                            | 35                                               | 80                                               |